# Walther (Eppstein-Breuberg)
Walther von Eppstein-Breuberg, Herr zu Ortenberg & Münzenberg, (* um 1421 in Eppstein; † am 5. Februar 1459 oder im Jahr 1468) war ein Adliger der jüngeren Linie des Hauses Eppstein. Die Eppsteiner, denen im Spätmittelalter der Aufbau einer der bedeutendsten Adelsherrschaften in Hessen gelang und die bereits um 1200 reich begütert in Spessart, Taunus und Wetterau waren, waren als Herren hochadlig und stellten im 13. Jahrhundert gleich vier Mainzer Erzbischöfe und Kurfürsten.

## Familie
Walther von Eppstein-Breuberg war der Sohn von Eberhard II. von Eppstein-Königstein und dessen Ehefrau Agnes von Kronberg.
Über eine Heirat und Nachkommen gibt es keine Quellen.

## Leben
Als jüngerer Bruder des eppstein-königsteinischen Herren Eberhard III. von Eppstein-Königstein wurde ihm einerseits die Rolle des weltlichen Ersatzregenten zugewiesen und andererseits die kleine Herrschaft Ortenberg zugeteilt.
Die Eppsteiner Herren hatten im 15. Jahrhundert eine für diese Zeit sehr gute Schulbildung. Man kann davon ausgehen, dass sie in der Regel lesen konnten und der Lateinischen Sprache mächtig waren. Über Walther wird berichtet, dass er in Heidelberg und Köln studiert hat.
Anhand von Kellereirechnungen aus dem Jahr 1445 ist bekannt, dass Walther exklusive Kleidungsansprüche hatte: Er ließ sich edle Stoffe direkt aus Köln und Trier liefern, mit denen er nicht nur sich, sondern auch seine vier Knappen mehrfach im Jahr neu einkleiden ließ.
Sein Grab befindet sich in der Pfarrkirche zu Ortenberg (Hessen).